# Marco Magni
Marco Magni (Siracusa, 5 novembre 1973) è un pallamanista italiano, di ruolo portiere.

## Carriera

### Giocatore

#### Club
Cresciuto nelle file dell'Ortigia Siracusa, nel 1988 vince lo scudetto facendo parte della squadra della formazione siciliana. Vincerà con il club che lo lancia nel panorama pallamanistico anche due coppe Italia (stagione 1995-96 e 1996-97). 
Dopo la scomparsa del club biancoverde, Magni maturerà altre esperienza anche al di fuori della Sicilia, per poi nel 2008 fondare insieme ad altri soci la Handball Club Ortigia Siracusa provando a far ripercorrere al club i fasti di un tempo, ma dopo aver collezionato due promozioni consecutive (dalla Serie C alla Serie A2), nel 2011 il sodalizio deciderà di chiudere battenti.

## Palmarès

### Giocatore

#### Club
- Campionato italiano di pallamano maschile: 3

Ortigia Siracusa: 1988-1989
- Coppa Italia (pallamano maschile): 2

Ortigia Siracusa: 1995-1996
Ortigia Siracusa: 1996-1997